# Mizanur Rahman Chowdhury
Mizanur Rahman Chowdhury (em bengali:  মিজানুর রহমান চৌধুরী; 19 de outubro de 1928 - 2 de fevereiro de 2006) foi um político bengali, mais conhecido por atuar como primeiro-ministro de Bangladesh de 9 de julho de 1986 a 27 de março de 1988.
Chowdhury nasceu no distrito de Chandpur, no atual Bangladesh. Na faculdade, esteve envolvido na política estudantil. Em 1962, foi eleito para o Parlamento do Paquistão, país o qual Bangladesh então fazia parte, como membro da Liga Awami. Quando Sheikh Mujibur Rahman e outros líderes da Liga Awami foram presos em 1966, Chowdhury, juntamente com Amena Begum atuou como secretário-geral interino do partido até sua prisão em 1967. Após a sua libertação, foi ativo durante a Guerra de Independência de Bangladesh em 1971. Após a independência de Bangladesh, foi membro de longa data do Parlamento. Ele se tornou ministro da Informação no gabinete de Mujibur Rahman em 1973, e na sequência do assassinato de Mujubur em 1975, deixou essa posição e liderou uma facção da Liga Awami.
Durante início dos anos 1980, Chowdhury apoiou a tomada de poder de Hossain Mohammad Ershad e se juntou a seu partido Janadal e Jatiya em 1983 e 1984 respectivamente. Foi primeiro-ministro durante a presidência de Ershad por dois anos: em 1986 até que foi convidado a renunciar em 1988. Em 1990, a presidência de Ershad terminou. Como não conseguiu a nomeação do eleitorado de Rangpur após a derrota em seu próprio círculo eleitoral em Chandpur, Chowdhury voltou à Liga Awami em 2001 e atuou como conselheiro para o partido até sua morte. Faleceu na capital do Bangladesh, Daca, e sua morte foi amplamente lamentada por políticos de todos os principais partidos.